# Любарский, Василий Васильевич
Василий Васильевич Люба́рский  (1795 — 18 (30) декабря 1852) — русский металлург, профессор Санкт-Петербургского горного института, полковник, писатель.

## Биография
По окончании курса наук в горном кадетском корпусе в 1816 году читал в нём лекции пробирного искусства и металлургии, заведовал заводской лабораторией на Кушвинском заводе Гороблагодатского округа. В 1819—1820 годах работал в лаборатории Екатеринбургских заводов.
Следующие семь лет работал в Соединенной лаборатории Департамента горных и соляных дел и Горного корпуса в Петербурге. С 1827 года был помощником начальника Гороблагодатских заводов.
В 1830 году переехал в Пермь, где работал в Пермском горном правлении, в 1832 году назначен горным начальником Пермских заводов. В последние годы жизни был берг-инспектором Уральских горных заводов в Екатеринбурге.
Писал статьи в «Северной Пчеле». Состоял членом Санкт-Петербургского общества любителей российской словесности, Московского общества любителей природы (?) и Императорского вольно-экономического общества.
Скончался 18 декабря 1852 года.

## Научный вклад
Известен своими работами по изучению железных руд Урала и доменной плавки. В 1823 году установил наличие и состав платины и осмистого иридия на Урале.
Вместе с Петром Григорьевичем Соболевским в 1826 году разработал способ аффинажа сырой платины и превращения её в ковкий металл, чем было положено начало порошковой металлургии.